# Generalkommando 58
Das Generalkommando 58 (bis 1916 Höheres Kavallerie-Kommando Nr. 5) war ein Großverband der Armee des Deutschen Kaiserreiches im Ersten Weltkrieg.

## Gliederung
Es handelte sich beim Generalkommando 58 um ein Generalkommando z. b. V. (Generalkommando zur besonderen Verwendung). Diese entstanden ab 1916 und waren reine Kommandostellen, die militärischen Einheiten wurden ihm nach Bedarf zugeordnet.

## Geschichte
Generalleutnant Egon Graf von Schmettow wurde am 21. August 1915 zum Höheren Kavallerie-Kommandeur Nr. 5 ernannt. In dieser Funktion unterstanden ihm die 2. und 6. Kavallerie-Division, die in der Folge an der Ostfront eingesetzt wurden. Der Stab seines Korps wurde am 20. November 1916 in das Generalkommando z. B.V. Nr. 58 umgewandelt und deckte zusammen mit der „Gruppe Morgen“ die Dünafront zwischen Riga und Jakobstadt. Am 21. und 22. September 1917 führte das Generalkommando 58 mit der unterstellten 105. Division und 4. Kavallerie-Division die Besetzung von Jakobstadt durch.
Nach der Waffenruhe im Osten wurde das freigewordene Generalkommando an die Westfront im Raum westlich von Verdun verlegt. Im März 1918 übernahm es nach Ablösung des XVI. Armee-Korps die Führung der  Argonnen-Gruppe. In der Maas-Argonnen-Offensive lag das Generalkommando im Hauptangriffsfeld der alliierten Angriffe, während die Amerikaner östlich der Argonnen bis zur Maas angreifen sollten, hatte die französische 4. Armee auf 40 Kilometer Breite zwischen Suippes und Massiges nach Norden angesetzt. Vom 5. Oktober 1918 bis zum Kriegsende war das Korps in Rückzugskämpfe und den Übergang auf das rechte Maasufer verwickelt. Dem Generalkommando unterstand zu dieser Zeit die 31., 52. und 240. Infanterie-Division sowie die 15. Königlich Bayerische Division.

## Kommandierender General
| Dienstgrad      | Name               | Datum                               |
| --------------- | ------------------ | ----------------------------------- |
| Generalleutnant | Egon von Schmettow | 21. August 1915 bis 6. Februar 1918 |
| Generalleutnant | Alfred von Kleist  | 06. Februar 1918 bis Kriegsende     |